# Конвой RA 64
Конвой RA 64 (англ. Convoy RA 64) — арктичний конвой транспортних і допоміжних суден у кількості 33 одиниць, який у супроводженні союзних кораблів ескорту прямував від радянських портів до берегів Ісландії та Шотландії.

## Історія
У другій половині 16 лютого група близького ескорту вийшла в район зосередження суден конвою за межами Кольської губи з метою проведення протичовнової розвідки та перевірки фарватерів на наявність мінної загрози. Зранку 17 числа дорозвідку району провели радянські літаки. Під час цієї нічної операції U-425 був потоплений східніше Рибальського півострова глибинними бомбами «Олнвік Касла» і «Ларка» майже з усім екіпажем. Лише однієї людини вдалося вціліти.
17 лютого 1945 року — під час виходу конвою в район рандеву — U-968 атакував шлюп «Ларк». Сильно пошкоджений унаслідок ураження торпедою, британський корабель викинувся на мілину в Кольській затоці, пізніше його оголосили тотально зруйнованим. В іншій атаці U-968 уразив вантажне судно Thomas Scott (7176 брт), який затонув. Також 17 лютого U-711 торпедував корвет «Блюбелл», який затонув так швидко, що вдалося врятувати лише одну людину. 
18 лютого підводні човни втратили зв'язок з конвоєм. U-286, U-307, U-711, U-716, U-968 і U-992 потім передислокувалися в Баренцове море, але більше не змогли настигнути транспортний конвой. 20 лютого німецька авіарозвідка знову виявила конвой. 40 торпедоносців Ju 88 з Kampfgeschwader 26 вилетіли з Тронгейма і атакували вантажні судна. Попри втрату шести літаків, вони нічого не досягли й не змогли уразити жодного корабля. Під час іншої атаки 23 лютого 8-ма ескадрилья Kampfgeschwader 26 потопила відстале судно Henry Bacon (7177 GRT), останній корабель, потоплений німецькою авіацією у Другій світовій війні. 28 лютого конвой досяг озера Лох Ю, Шотландія. Він втратив два вантажних судна загальною вагою 14 353 брт і дві кораблі супроводу.

## Кораблі та судна конвою RA 64
Позначення

### Транспортні судна
| Назва                        | Прапор                       | Тоннаж (GRT) | Прим.                                                           |
| ---------------------------- | ---------------------------- | ------------ | --------------------------------------------------------------- |
| Alanson B Houghton (1944)    | США                          | 7 176        | судно типу «Ліберті»                                            |
| Benjamin H Hill (1944)       | США                          | 7 198        | судно класу «Ліберті»                                           |
| RFA Black Ranger (1941)      | Королівський допоміжний флот | 3 417        | танкер-заправник                                                |
| British Promise (1942)       | Велика Британія              | 8443         |                                                                 |
| Caesar Rodney (1942)         | США                          | 7 191        | судно класу «Ліберті»                                           |
| Charles M Schwab II (1943)   | США                          | 7 191        | судно класу «Ліберті»                                           |
| Charles Scribner (1943)      | США                          | 7 176        | судно класу «Ліберті»                                           |
| Crosby S Noyes (1943)        | США                          | 7 176        | судно класу «Ліберті»                                           |
| Edmund Fannig (1943)         | США                          | 7 176        | судно класу «Ліберті»                                           |
| Empire Archer (1942)         | Велика Британія              | 7 031        | судно віцекомандора конвою                                      |
| Empire Celia (1943)          | Велика Британія              | 7 025        |                                                                 |
| Francis C Harrington (1943)  | США                          | 7 176        | судно класу «Ліберті»                                           |
| George H Pendlton (1943)     | США                          | 7 176        | судно класу «Ліберті»                                           |
| Henry Bacon (1943)           | США                          | 7 177        | судно класу «Ліберті»; 23 лютого потоплено торпедоносцями KG 26 |
| Henry Villard (1942)         | США                          | 7 176        | судно класу «Ліберті»                                           |
| Henry Wynkoop (1942)         | США                          | 7 176        | судно класу «Ліберті»                                           |
| Idefjord (1921)              | Норвегія                     | 4 287        |                                                                 |
| J. D. Yeager (1944)          | США                          | 7 247        | судно класу «Ліберті»                                           |
| James Kerny (1944)           | США                          | 7 210        | судно класу «Ліберті»                                           |
| John A. Quitman (1943)       | США                          | 7 176        | судно класу «Ліберті»                                           |
| John Ireland (1944)          | США                          | 7 247        | судно класу «Ліберті»                                           |
| John La Farge (1943)         | США                          | 7 176        | судно класу «Ліберті»                                           |
| Jose Marti (1943)            | США                          | 7 176        | судно класу «Ліберті»                                           |
| Joshua W Alexander (1943)    | США                          | 7 176        | судно класу «Ліберті»                                           |
| Lebaron Russel Briggs (1943) | США                          | 7 176        | судно класу «Ліберті»                                           |
| Nacella (1943)               | Велика Британія              | 8 196        | танкер-заправник конвою                                         |
| Paul H Haarwood (1918)       | США                          | 6610         |                                                                 |
| Philip F Thomas (1943)       | США                          | 7 176        | судно класу «Ліберті»                                           |
| R Ney McNeely (1944)         | США                          | 7 198        | судно класу «Ліберті»                                           |
| Samaritan (1943)             | Велика Британія              | 7 219        | судно командора конвою                                          |
| Silas Weir Mitchel (1943)    | США                          | 7 176        | судно класу «Ліберті»                                           |
| Thomas Scott (1942)          | США                          | 7 176        | судно типу «Ліберті»; 17 лютого 1945 року потоплено U-986       |
| Warren Delano (1944)         | США                          | 7 210        | судно типу «Ліберті»                                            |

### Кораблі ескорту
| Кораблі ескорту |                                         |                                      | |
| «Алнвік Касл»   | Військово-морські сили Великої Британії | корвет типу «Касл»                   | 17 лютого — 1 березня |
| «Бамбург Касл»  | Військово-морські сили Великої Британії | корвет типу «Касл»                   | 17 лютого — 1 березня |
| «Беллона»       | Військово-морські сили Великої Британії | легкий крейсер типу «Дідо»           | 17 — 27 лютого |
| «Блюбелл»       | Військово-морські сили Великої Британії | корвет типу «Флавер»                 | 17 лютого 1945 року потоплений торпедою G7es німецького підводного човна U-711                                                |
| «Кампаніа»      | Військово-морські сили Великої Британії | ескортний авіаносець типу «Наірана»  | 17 — 27 лютого |
| «Кавалір»       | Військово-морські сили Великої Британії | ескадрений міноносець типу «C»       | 25 — 27 лютого |
| «Сігнет»        | Військово-морські сили Великої Британії | шлюп типу «Модифікований Блек Свон»  | 17 лютого — 1 березня |
| «Лепвінг»       | Військово-морські сили Великої Британії | шлюп типу «Модифікований Блек Свон»  | 17 лютого — 1 березня |
| «Ларк»          | Військово-морські сили Великої Британії | шлюп типу «Модифікований Блек Свон»  | 17 лютого 1945 року серйозно пошкоджений унаслідок атаки німецького підводного човна U-968; згодом визнаний невідновлювальним |
| «Мінгз»         | Військово-морські сили Великої Британії | лідер ескадрених міноносців типу «Z» | 25 — 27 лютого |
| «Наірана»       | Військово-морські сили Великої Британії | ескортний авіаносець типу «Наірана»  | 17 — 27 лютого |
| «Онслот»        | Військово-морські сили Великої Британії | ескадрений міноносець типу «O»       | 17 — 27 лютого |
| «Онслоу»        | Військово-морські сили Великої Британії | лідер ескадрених міноносців типу «O» | 17 — 27 лютого |
| «Опорт'юн»      | Військово-морські сили Великої Британії | ескадрений міноносець типу «O»       | 17 — 27 лютого |
| «Орвелл»        | Військово-морські сили Великої Британії | ескадрений міноносець типу «O»       | 17 — 27 лютого |
| «Рододендрон»   | Військово-морські сили Великої Британії | корвет типу «Флавер»                 | 17 лютого — 1 березня |
| «Савідж»        | Військово-морські сили Великої Британії | ескадрений міноносець типу «S»       | 21 — 26 лютого |
| «Скорпіон»      | Військово-морські сили Великої Британії | ескадрений міноносець типу «S»       | 25 — 27 лютого |
| «Скодж»         | Військово-морські сили Великої Британії | ескадрений міноносець типу «S»       | 21 — 26 лютого |
| «Серапіс»       | Військово-морські сили Великої Британії | ескадрений міноносець типу «S»       | 17 — 27 лютого |
| «Сіу»           | Військово-морські сили Канади           | ескадрений міноносець типу «V»       | 17 — 27 лютого |
| «Замбезі»       | Військово-морські сили Великої Британії | ескадрений міноносець типу «Z»       | 17 — 27 лютого |
| «Зелоус»        | Військово-морські сили Великої Британії | ескадрений міноносець типу «Z»       | 17 — 27 лютого |
| «Зебра»         | Військово-морські сили Великої Британії | ескадрений міноносець типу «Z»       | 26 — 27 лютого |
| «Зест»          | Військово-морські сили Великої Британії | ескадрений міноносець типу «Z»       | 17 — 27 лютого |